# ディノミスクス
ディノミスクス (Dinomischus) は、カンブリア紀中期に海中に生息していた固着性の動物。バージェス頁岩などから発見された、いわゆるバージェス動物群のひとつである。
全長2.5-10cm。漫画のチューリップの花のような形をしていて、長い柄とその先端に花形の体を持つ。柄の先端は多少球根の様な膨らみを持ち、この部分を泥に突き刺して生活していたと復元される。
本体部は円錐形で、上面は平らな円形をなし、その周囲に花びらのような多少幅広い触手と思われる構造が一列に並んでいる。この触手の列の内側に口と肛門が間隔を置いて並んでいて、その間には排出器らしい構造が開口していた。内部では消化管がUの字になり、筋肉でつり下げられていたらしい。
これらの構造は、現生の動物では内肛動物の特徴と一致する点が多いが、これらが近縁であるとの判断はなされていない。これらの特徴は固着性の動物に共通する特徴に近く、その類似性が収斂進化による可能性が高い。
なお、澄江動物群からも発見されているが、この標本では肛門らしい部分が管になって突き出ており、その先端は触手より長くなっている。